# Broken (film)
Film Broken je zhruba dvacetiminutové video vytvořené americkou kapelou Nine Inch Nails jako propagaci ke svému albu Broken, které vyšlo v roce 1992. Jedná se o video složené z tehdejších klipů NIN (které až na výjimky nikdy nebyly pouštěny na veřejnost) a prostřihů z podivné místnosti sadistického vraha. Video natočili Trent Reznor a Peter Christopherson. Šířilo se pouze pomocí několika VHS mezi přáteli a na širokou veřejnost se dostala až po masovém nástupu internetu.

## Obsah
Film Broken poskytuje videa všech písní z alba Broken (tedy Wish, Gave Up, Pinion a Help Me I'm In Hell a Happines In Slavery), kromě písně Last a dvou „tajných“ písní Physical a Suck, které se objevily pouze na určitých verzích vydání. Podivný a útrpný příběh ukazuje mladého muže, vybraného bezejmenným násilníkem. Jeho oběť je poté brutálně zmučena, opálena a rozřezána. Právě mezi těmito scénami se objevují Nine Inch Nails se svými klipy. 
Tento násilník je poté na konci filmu v roli oběšence houpajícího se na laně.
Ve filmu Broken také vystupuje jedna známější osobnost. Policistu, který dům mučitele zpětné prohledává, si zahrál Robert Patrick, známý zejména z role T-1000 ve filmu Terminátor 2: Den zúčtování - bratr ex-kytaristy Nine Inch Nails jménem Richard Patrick.

## Vliv Broken
Film nikdy nedostal status oficiálního a komerčního videa, přesto, a nebo právě proto, si vybudoval velmi silnou základní podporu a podepsal se tučným písmem v dějinách alternativní kultury. Trent Reznor na oficiálních stránkách Nine Inch Nails uvedl, že Broken (film) poprvé oficiálně zveřejní na snad již brzy vycházejícím DvD Closure (vydáno v roce 1997 jako VHS).

## Kopie
Existuje mnoho kopií původních VHS. Většinou nagrabované do formátů mpg nebo avi a jsou distribuovány po celosvětové síti Internet. Obvykle však nemají zrovna valnou kvalitu obrazu, ani zvuku. Ke konci roku 2005 se však objevila dvougigabajtová DVD verze šířící se po torrentových vyhledávačích.
Vydavatel tohoto DVD zremasteroval několik starších kopií, které vzájemně pospojoval a vytvořil tak vynikající obraz i zvuk.